# Rolf Thiemann
Rolf Thiemann (* 24. November 1938 in Lünen) ist ein ehemaliger deutscher Fußballspieler. Von 1959 bis 1962 absolvierte der Defensivspieler für Borussia Dortmund (BVB) in der damals erstklassigen Oberliga West 37 Ligaspiele und erzielte ein Tor. Im Spieljahr 1960/61 zog er mit dem BVB in das Finale um die deutsche Fußballmeisterschaft ein.

## Laufbahn
Zur Runde 1959/60 unterschrieb der vormalige Amateurfußballer des VfB Lünen einen Vertrag bei Borussia Dortmund in der Oberliga West. Unter Trainer Max Merkel debütierte er bereits am Starttag, den 23. August 1959, beim Auswärtsspiel gegen Viktoria Köln in der Ligamannschaft von Dortmund. Beim 3:3-Remis bildete er gemeinsam mit Torhüter Heinrich Kwiatkowski und Herbert Sandmann das Schlussdreieck des BVB. Im Rundenverlauf kam er auf 15 Oberligaeinsätze und die Mannschaft vom Borsigplatz belegte den dritten Rang. Als in seiner zweiten Dortmunder Runde, 1960/61, hinter dem 1. FC Köln die Vizemeisterschaft erreicht wurde, kam Thiemann in der Oberliga lediglich zu neun Einsätzen. In der im Mai/Juni ausgetragenen Endrunde um die deutsche Meisterschaft erlebte er dann seinen fußballerischen Höhepunkt. Er stand in allen sechs Gruppenspielen gegen den Hamburger SV, Eintracht Frankfurt und 1. FC Saarbrücken in der BVB-Elf. Er hatte es dabei mit den Flügelstürmern Klaus Neisner, Richard Kreß und Horst Remark zu tun. Die Erfolge gegen den HSV (5:2/7:2) mit deren Sturmformation Neisner, Peter Wulf, Uwe Seeler, Klaus Stürmer und Gert Dörfel ragten dabei heraus. Er zog damit mit Dortmund in das Endspiel am 24. Juni 1961 in Hannover gegen den Südmeister 1. FC Nürnberg ein. Der „Club“ setzte sich mit 3:0 durch. Thiemann bekämpfte im Finale den Nürnberger Rechtsaußen Gustav Flachenecker.
In seinem dritten Oberligajahr bei Borussia Dortmund, 1961/62, kam mit Hermann Eppenhoff ein neuer Trainer. Am Rundenstart, den 6. August 1961, war das bewährte Schlussdreieck mit Kwiatkowski, Burgsmüller und Thiemann im Einsatz; bei Westfalia Herne gab es aber eine deutliche 0:4-Niederlage. Am 30. Spieltag, den 7. April 1962, wiederum verlor der BVB ein Auswärtsspiel, jetzt mit 3:5 beim FC Schalke 04, verteidigte Thiemann mit Lothar Geisler. Im Weltmeistersommer 1962 endete sein Vertragsverhältnis bei Borussia Dortmund. Er soll in den nächsten Jahren in den Niederlanden beim FC Deventer gespielt haben.
Von 1967 bis 1969 tauchte er nochmals als Abwehrspieler des Lüner SV in der damals zweitklassigen Fußball-Regionalliga West auf. An der Seite der Mitspieler Erhard Ahmann und Dieter Zorc absolvierte er 33 Ligaspiele für Lünen.